# Voyelle moyenne
Une voyelle moyenne est un son de type voyelle employé dans certaines langues parlées. Elle est caractérisée par une position de la langue à mi-chemin entre une voyelle ouverte et une voyelle fermée.
La seule voyelle moyenne au sens strict identifiée par l'Alphabet phonétique international  est la suivante :
- Voyelle moyenne centrale (schwa) [ə]

Cependant, dans les langues qui n'ont dans leur système vocalique qu'un seul degré d'aperture intermédiaire entre voyelle ouverte et voyelle fermée, le mot est souvent employé au sens large pour désigner ce degré intermédiaire : il peut alors désigner des voyelles qui seraient plus spécifiquement décrites comme mi-ouvertes ou mi-fermées.